# Port Elgin (Ontario)
Ne doit pas être confondu avec Port Elgin (Nouveau-Brunswick).
Port Elgin est une ville située dans la province canadienne de l'Ontario, dans le comté de Bruce, à proximité immédiate du lac Huron. Elle abrite le Parc provincial MacGregor Point. Elle compte 12 500 habitants en 2015.